# Акилбек Жапаров
Акилбек Усенбекович Жапаров (кирг. Акылбек Үсөнбек уулу Жапаров; 14 вересня 1964; Баликчи) — киргизький державний і політичний діяч. Депутат Жогорку Кенеша Киргизької Республіки II, V, VI скликань. 
Державний радник державної служби ІІ класу. 
Заслужений економіст Киргизької Республіки, доктор економічних наук. 
Голова Кабінету Міністрів Киргизької Республіки з 13 жовтня 2021 —16 грудня 2024 року.

## Біографія
Акилбек Жапаров народився 14 вересня 1964 року у місті Рибаче Іссик-Кульської області у родині Усенбека Жапарова, лікаря, і Бегаїм Саринжиєвої, інженера
.

## Освіта
Закінчив середню школу імені 40-річчя ВЛКСМ Кочкорського району в 1981 році

У шкільні роки був комсомольським лідером та ватажком. 
У 1986 році на відмінно закінчив Фрунзенський політехнічний інститут за фахом «інженер-будівельник»

2002 року закінчив Бішкецьку фінансово-економічну академію за фахом «Фінансові податкові системи, менеджмент організацій».
Володіє киргизькою, російською, англійською та турецькою мовами.